# ناناکا تودو
ناناکا تودو (انگلیسی: Nanaka Todo؛ زادهٔ ۲۹ نوامبر ۲۰۰۰) بازیکن بسکتبال اهل ژاپن است.
وی در مسابقات کشوری و بین‌المللی در مجموع برندهٔ ۱ مدال نقره شده‌است.